# كلارنس بي. كرافت
كلارنس بي. كرافت (بالإنجليزية: Clarence B. Craft)‏ هو عسكري أمريكي، ولد في 23 سبتمبر 1921 في سان بيرناردينو في الولايات المتحدة، وتوفي في 28 مارس 2002.